# Qeshlāq-e Karīmābād
Qeshlāq-e Karīmābād (persiska: قِشلاقِ كَريم آباد, قشلاق کريم آباد) är en ort i Iran.   Den ligger i provinsen Teheran, i den centrala delen av landet, 50 km sydost om huvudstaden Teheran. Qeshlāq-e Karīmābād ligger 990 meter över havet och antalet invånare är 796.
Terrängen runt Qeshlāq-e Karīmābād är platt åt sydväst, men åt nordost är den kuperad. Terrängen runt Qeshlāq-e Karīmābād sluttar söderut. Runt Qeshlāq-e Karīmābād är det tätbefolkat, med 297 invånare per kvadratkilometer. Närmaste större samhälle är Varamin, 16,1 km väster om Qeshlāq-e Karīmābād. Trakten runt Qeshlāq-e Karīmābād består till största delen av jordbruksmark.